# Cikkcakkszorzat
A matematika, azon belül a gráfelmélet területén a G és H gráfok cikkcakkszorzata (zig-zag product) egy gráfszorzás, olyan kétváltozós gráfművelet, amely reguláris gráfok rendezett párjaihoz egy új gráfot rendel. A {\displaystyle G\circ H}, eredetileg {\displaystyle G} Ⓩ {\displaystyle H} cikkcakkszorzat vesz egy nagyméretű ({\displaystyle G}) és egy kisméretű ({\displaystyle H}) reguláris gráfot, és eredményül olyan gráfot ad, ami lehetőség szerint mindkét gráf számunkra kívánatos tulajdonságait örökli: az egyik gráfban bármely két csúcs között létezik rövid út, a másik pedig állandó fokszámú. A szorzatgráf konstans fokszámú lesz, és mégis rövid úton el lehet jutni tetszőleges csúcsából egy másikba. A cikkcakkszorzat fontos tulajdonsága, hogy ha {\displaystyle H} jó expander, akkor az eredménygráf expanziója alig rosszabb {\displaystyle G} expanziójánál.
Nagy vonalakban a {\displaystyle G\circ H} cikkcakk-gráfszorzat {\displaystyle G} minden csúcsát lecseréli a {\displaystyle H} egy kópiájával (felhőjével), a csúcsokat pedig úgy köti össze, hogy először egy kis lépést (cikk) tesz a felhőben, majd egy nagy lépést (cakk), majd még egy kis lépést a célfelhőben.
A cikkcakkszorzatot (Reingold, Vadhan & Wigderson 2000) vezette be. Megjelenésekor a konstans fokú expanderek és extraktorok explicit konstrukciójához használták. Később a cikkcakkszorzatot a számítási bonyolultságelméletben az SL és L bonyolultsági osztályok azonosságának bizonyítására használták fel (Reingold 2008), amiért később megkapták a Gödel-díjat.

## Definíciók
Az alábbiakban szereplő gráfok mind irányítatlanok és regulárisak, továbbá az első gráf fokszáma megfelel a második gráf csúcsai számának.

### Egyszerűsített definíció
A szerzők munkáját követve tekintsük először a cikkcakkszorzat egyszerűsített változatát. Ebben a definícióban csak olyan {\displaystyle D}-reguláris gráfokat tekintsünk, melyek {\displaystyle D} színnel  élszínezhetők. Egy ilyen „jó” élszínezésben az ugyanabból a csúcsból kiinduló bármely két él különböző színű.
Legyen {\displaystyle G} {\displaystyle D}-reguláris gráf {\displaystyle N} csúccsal, továbbá {\displaystyle H} egy {\displaystyle d}-reguláris gráf {\displaystyle D} csúccsal. Vegyük észre, hogy {\displaystyle D} megegyezik {\displaystyle G} fokszámával, {\displaystyle G} színeinek számával és {\displaystyle H} csúcsainak számával is: {\displaystyle H} csúcsait tetszőlegesen kiszínezzük ezzel a {\displaystyle D} színnel.

A 4-reguláris G a bal oldalon, az 1-reguláris H a jobbon.
G csúcsait kicseréltük H-ból álló felhőkre.
A cikkcakk-élek cseréjének művelete.
Az eredményül kapott {\displaystyle G\circ H} 1-reguláris.

A következő lépésekkel nyerhető ki {\displaystyle G} és {\displaystyle H} cikkcakkszorzata, melyet {\displaystyle G\circ H}-val jelölünk:
- Cseréljük ki {\displaystyle G} minden csúcsát a {\displaystyle H} gráf egy-egy kópiájára, avagy „felhőjére”.
- Az eredménygráf két csúcsa, {\displaystyle v} és {\displaystyle w} akkor szomszédosak, hogyha létezik olyan {\displaystyle a} és {\displaystyle b} csúcs, melyekre:
  - {\displaystyle v} és {\displaystyle a} szomszédosak {\displaystyle H}-ban (a „cikk”-ben);
  - {\displaystyle a} és {\displaystyle b} azonos színűek, és {\displaystyle G}-ben szomszédos csúcsokból származtatott felhőkhöz tartoznak ;
  - {\displaystyle b} és {\displaystyle w} szomszédosak {\displaystyle H}-ban (a „cakk”-ban);.

Az eredménygráf:
- {\displaystyle N\cdot D} csúcsot tartalmaz, hiszen a {\displaystyle G} {\displaystyle N} csúcsát egyenként kicseréltük a {\displaystyle D} csúcsot tartalmazó {\displaystyle H}-kkkal;
- fokszáma {\displaystyle d^{2}}, hiszen adott csúcsból {\displaystyle d} lehetőség van a „cikk”-re, egyetlen lehetőség a köztes lépésre majd újabb {\displaystyle d} lépés a „cakk”-ra.

Ezúttal H 2-reguláris.
A csúcsok cseréje után.
A cikkcakk.
Az eredményül kapott {\displaystyle G\circ H} most 4-reguláris.

### A rotáció alkalmazása
Az általános esetben nem tehető fel, hogy ismert a gráf D-élszínezése.
Számozzuk meg az egy-egy csúcsból kiinduló éleket egész számokkal, az {\displaystyle N} csúcsú gráf esetében {\displaystyle 1} - {\displaystyle N}-ig, jelöljük ezt {\displaystyle [N]}-nel. A {\displaystyle (v,i)} rendezett pár jelölje a {\displaystyle v} csúcsból kiinduló {\displaystyle i}-edik élt.
Feltételezve, hogy {\displaystyle G} {\displaystyle D}-reguláris (minden csúcs fokszáma {\displaystyle D}), a
{\displaystyle \mathrm {Rot} _{G}:[N]\times [D]\to [N]\times [D]}
rotáció alkalmazása a következőképp történik:
{\displaystyle \mathrm {Rot} _{G}(v,i)=(w,j),}
amennyiben a {\displaystyle v}-ből kijövő {\displaystyle i}-edik él {\displaystyle w}-be vezet és a {\displaystyle w}-ből kijövő {\displaystyle j}-edik él {\displaystyle v}-be; tehát ha a {\displaystyle [v,w]} él létezik, akkor az a {\displaystyle v}-ből kijövő {\displaystyle i}-edik él, valamint a {\displaystyle w}-ből kijövő {\displaystyle j}-edik él.
A rotáció alkalmazása helyettesíti, illetve általánosítja az előző definíció élszínezési feltételét. Ha egy D színnel történő színezés lehetséges, akkor lehetséges a csúcsok körüli éleket úgy számozni, hogy {\displaystyle i=j} fennálljon.
A definícióból következik, hogy {\displaystyle \mathrm {Rot} _{G}} bijekció, továbbá {\displaystyle \mathrm {Rot} _{G}\circ \mathrm {Rot} _{G}} megegyezik az identitásfüggvénnyel; más szavakkal, a {\displaystyle \mathrm {Rot} _{G}} egy involúció.

### Definíció

A cikkcakkszorzat működési elve az általános esetben.

Legyen {\displaystyle G} egy {\displaystyle D}-reguláris gráf az {\displaystyle [N]} csúcshalmazon a {\displaystyle \mathrm {Rot} _{G}} rotációs leképezéssel és legyen {\displaystyle H} egy {\displaystyle d}-reguláris gráf a {\displaystyle [D]} csúcshalmazon a {\displaystyle \mathrm {Rot} _{H}} rotációs leképezéssel.
A {\displaystyle G\circ H} cikkcakkszorzat ekkor egy {\displaystyle d^{2}}-reguláris gráf az {\displaystyle [N]\times [D]} csúcshalmazon, melynek rotációs térképe {\displaystyle \mathrm {Rot} _{G\circ H}}, méghozzá:

{\displaystyle \mathrm {Rot} _{G\circ H}((v,a),(i,j))}:
1. Legyen {\displaystyle (a',i')=\mathrm {Rot} _{H}(a,i)}.
2. Legyen {\displaystyle (w,b')=\mathrm {Rot} _{G}(v,a')}.
3. Legyen {\displaystyle (b,j')=\mathrm {Rot} _{H}(b',j)}.
4. Kimenet {\displaystyle ((w,b),(j',i'))}.

A {\displaystyle G\circ H} gráf csúcsai {\displaystyle [N]\times [D]}-beli {\displaystyle (v,a)} párosok. A gráf élei a {\displaystyle d}-reguláris gráf {\displaystyle (i,j)} címkéit viszik tovább, melyek az adott csúcsból kiinduló két döntésnek felelnek meg.

## Tulajdonságok

### Fokszámredukció
A definícióból következően a cikkcakkszorzat a {\displaystyle G} gráfból egy új, {\displaystyle d^{2}}-reguláris gráfot állít elő. Tehát ha {\displaystyle G} jelentősen nagyobb {\displaystyle H}-nál, a cikkcakkszorzat csökkenteni fogja {\displaystyle G} fokszámát. Nagy vonalakban az történik, hogy a {\displaystyle G} egyes csúcsait {\displaystyle H} méretű felhővé amplifikálva (felerősítve), az eredeti csúcshoz tartozó élek elosztásra kerülnek a csúcsot helyettesítő felhő csúcsai között.

### A spektrális rés megőrzése
Egy gráf expanziója a gráf spektrális résével mérhető. A cikkcakkszorzat fontos tulajdonsága a spektrális rés megőrzése. Tehát, ha {\displaystyle H} egy „elég jó” expander (nagy a spektrális rése), akkor a cikkcakkszorzat expanziója közel van {\displaystyle G} eredeti expanziójához.
Formálisan: Legyen az {\displaystyle (N,D,\lambda )}-gráf egy {\displaystyle N} csúcsú {\displaystyle D}-reguláris gráf, melynek (a kapcsolódó véletlen sétájának) második legnagyobb sajátértéke abszolút értékben legfeljebb {\displaystyle \lambda }.
Legyen {\displaystyle G_{1}} egy {\displaystyle (N_{1},D_{1},\lambda _{1})}-gráf és {\displaystyle G_{2}} egy {\displaystyle (D_{1},D_{2},\lambda _{2})}-gráf; ekkor {\displaystyle G\circ H} egy {\displaystyle (N_{1}\cdot D_{1},D_{2}^{2},f(\lambda _{1},\lambda _{2}))}-gráf, ahol {\displaystyle f(\lambda _{1},\lambda _{2})<\lambda _{1}+\lambda _{2}+\lambda _{2}^{2}}.

### Az összefüggőség megőrzése
A {\displaystyle G\circ H} cikkcakkszorzat {\displaystyle G} minden összefüggő komponensére külön hat.
Formálisan, ha adott két gráf: {\displaystyle G}, egy {\displaystyle D}-reguláris gráf {\displaystyle [N]} csúcshalmazon és {\displaystyle H}, egy {\displaystyle d}-reguláris gráf a {\displaystyle [D]} csúcshalmazon – akkor ha {\displaystyle S\subseteq [N]} {\displaystyle G} összefüggő komponense, akkor {\displaystyle G|_{S}\circ H=G\circ H|_{S\times D}}, ahol {\displaystyle G|_{S}} a {\displaystyle G} {\displaystyle S} által feszített részgráfja (tehát a gráf {\displaystyle S} csúcsaival, ami tartalmazza a {\displaystyle G} összes olyan élét, ami {\displaystyle S} csúcsai között húzódik).

## Alkalmazások

### Konstans fokszámú expanderek konstrukciója
2002-ben Omer Reingold, Salil Vadhan és Avi Wigderson megadtak egy egyszerű, explicit kombinatorikus konstrukciót a konstans fokszámú expander gráfok előállítására. A konstrukció iteratív, egyetlen, egyszerű építőeleme egy konstans méretű expandert használ. A cikkcakkszorzat minden iteráció során előállít egy új, megnövelt méretű, de változatlan fokszámú és expanziójú gráfot. Ezzel a módszerrel tetszőlegesen nagy expanderek létrehozhatók.
A cikkcakkszorzat fent említett tulajdonságaiból látható, hogy egy nagy gráf kis gráffal való szorzata a nagy gráf méretéhez és a kis gráf fokszámához hasonló lesz, megőrizve mindkettő expanziós tulajdonságait, így lehetővé téve az expander méretének káros mellékhatások nélküli növelését.

### Az irányítatlan st-elérhetőségi probléma logaritmikus térben történő megoldása
2005-ben Omer Reingold bemutatott egy algoritmust, ami logaritmikus térben megoldja az irányítatlan st-elérhetőségi problémát, azaz annak a problémáját, hogy egy irányítatlan gráf két csúcsa között létezik-e út. Az algoritmus erősen épít a cikkcakkszorzás műveletére.
A probléma megoldásához a bemeneti gráf hatványozás és cikkcakkszorzat kombinációjával transzformálásra kerül egy konstans fokszámú, logaritmikus átmérőjű reguláris gráffá. A hatványozás a fokszám növelésének árán növeli az expanziót (így csökkenti az átmérőt), a cikkcakkszorzat pedig csökkenti a fokszámot és megtartja az expanziót.

## Fordítás
- Ez a szócikk részben vagy egészben a Zig-zag product című angol Wikipédia-szócikk ezen változatának fordításán alapul.  Az eredeti cikk szerkesztőit annak laptörténete sorolja fel. Ez a jelzés csupán a megfogalmazás eredetét és a szerzői jogokat jelzi, nem szolgál a cikkben szereplő információk forrásmegjelöléseként.
- Ez a szócikk részben vagy egészben a Produit zig-zag de graphes című francia Wikipédia-szócikk ezen változatának fordításán alapul.  Az eredeti cikk szerkesztőit annak laptörténete sorolja fel. Ez a jelzés csupán a megfogalmazás eredetét és a szerzői jogokat jelzi, nem szolgál a cikkben szereplő információk forrásmegjelöléseként.